# Jakutská kuchyně
Jakutská kuchyně je nejužívanější z tradičních kuchyní Sibiře. Je rozšířená mezi Jakuty na území Republiky Sacha. Je ovlivněná způsobem života Jakutů, kteří byli především pastevci, rybáři a sběrači i drsným sibiřským klimatem. Hlavními používanými surovinami jsou mléčné výrobky, masa a ryby. Kromě nich se využívají lesní plody, limbové oříšky, jedlé rostliny a kořínky, ne však houby. V jarním období také lýko a kůra různých stromů, hlavně modřínu a borovice.
Z masa se používá maso domácích zvířat, hlavně sobů, koní a skotu, dále zvěřina, kde převažuje maso losa, divokého soba, vodních ptáků a polárních zajíců. Většinou se upravuje vařením nebo smažením, játra se jedí i syrová, zmrazená. Mezi pochoutky patří jazyk a morek, ale mozek zvířete se tradičně nejí. Ryby jako (losos, jeseter nebo síh) se jedí syrové a zmrazené, nakrájené na tenké proužky (tzv. stroganina), pečené, vařené či sušené, také se z nich vaří polévky.
Z mléka klisen, krav i sobích laní se připravují sýry, tvaroh, kysané nápoje (kumys), smetanové či máslové krémy, často dohromady s ovocem. V jarním a letním obdobím tvořilo mléko a mléčné výrobky až 90 % potravy Jakutů. Na zimu se mléko uchovávalo mražením v podobě cihliček. Ty se pro další použití rozbíjely sekerou. Zmražené mléko (ale i maso, ryby aj) se uchovávalo v podzemních jamách, které představovaly díky věčně zmrzlé půdě jakousi přírodní mrazničku.
V létě ženy sbíraly bobule borůvek, brusinek, morušky, klikvy, ne však malin (ty „patří medvědovi“), jedlé oddenky rostlin, například krvavce totenu, šmelu okoličnatého, mochny, cibulky i zelené natě, například medvědího česneku a lžičníku. Později, po příchodu Rusů v 17. století, se rozšířilo i pěstování obilnin, hlavně žita, prosa a pohanky. Od té doby vaří také obilnou kaši salamat a pečou moučné placky alaaďy.

## Tradiční pokrmy a nápoje
- Stroganina - syrové zmrzlá ryba, hlavně síh nebo losos, nakrájená na tenké proužky nebo plátky. Jí se často s brusinkami nebo jinými bobulemi. Podobným způsobem se připravuje i maso, zvláště játra.
- Jukola - sušená ryba, hlavně síh nebo losos.
- Ojogos - vařené nebo smažené koňské (sobí) hrudí.
- Salamat - obilná kaše maštěná lojem a máslem.
- Kuerčech - našlehaná zakysaná smetana s bobulemi a cukrem. Lze přidat i mléko.
- Iedegej - tvrdý tvarohový sýr.
- Tar - polévka se sedlého mléka, stromové kůry (lýka), různých bylin a masa nebo ryb.
- Kumys - kvašený nápoj z kobylího mléka.